# Tromello
Tromello (Trümé in dialetto lomellino) è un comune italiano di 3 689 abitanti della provincia di Pavia in Lombardia. Si trova nella Lomellina centrale, sulla riva destra del torrente Terdoppio.
Il 27 maggio 2019, Tromello è stato il primo comune italiano ad eleggere un sindaco transgender, l'avvocato Gianmarco Negri.

## Storia
Nel 1014 l'imperatore Enrico II concesse Tromello al monastero di San Felice.Tromello è noto almeno dal XII secolo come Tromellum; nel 1250 è citato tra le terre soggette a Pavia. Nel secolo successivo divenne signoria dei Beccaria, cui rimase fino alla morte senza eredi di Agostino Beccaria (signore anche di Borgo San Siro) nel 1475. Allora il duca di Milano Galeazzo Maria Sforza infeudò Tromello al suo musico Cordier, e tre anni dopo (1478) a Carlo di Capo Silvo e successivamente a suo genero Leonardo de Comite. Il mulino fu donato dal nuovo duca Ludovico il Moro alla moglie Beatrice d'Este. Nel 1535 il feudo fu concesso al conte Massimiliano Stampa, passando dopo la sua morte al fratello Ermes, ai cui discendenti (marchesi di Soncino) rimase fino all'abolizione del feudalesimo (1797).
Nel 1818 fu aggregato a Tromello il soppresso comune di Roventino. Fino al 1927 inoltre fece parte del comune di Tromello anche Torrazza, frazione poi unita a Borgo San Siro.

### L'emergenza del campanile
Il 4 dicembre 2009 si sono aperte alcune pericolose crepe nella torre campanaria della chiesa parrocchiale di San Martino Vescovo. Conseguentemente è stato dichiarato dal sindaco lo stato di emergenza e nella giornata di sabato 5 dicembre è stata predisposta, con una brillante e veloce operazione cui ha contribuito in modo determinante la Croce Rossa Italiana, l'evacuazione dell'adiacente casa di riposo (i cui ospiti sono stati temporaneamente ospitati presso la palestra delle scuole medie locali) e di 10 abitazioni a ridosso del campanile. L'area limitrofa è stata dichiarata zona rossa ed è costantemente presidiata dal corpo dei volontari civici del comune di Tromello e da volontari della Protezione civile provenienti da tutta la provincia di Pavia.
A seguito dei primi lavori di messa in sicurezza dell'edificio, domenica 13 dicembre 2009 alcune delle 10 famiglie sfollate e gli ospiti della casa di riposo sono potuti tornare negli edifici precedentemente evacuati.
Il 6 marzo 2010 l'ordinanza di sgombero è stata revocata e, durante una cerimonia solenne svoltasi nel pomeriggio alla presenza di numerosi rappresentanti delle istituzioni sul piazzale della chiesa parrocchiale, l'emergenza è stata dichiarata conclusa. La chiesa parrocchiale è rimasta però chiusa per oltre 4 anni, per riaprire ufficialmente domenica 30 marzo 2014.

### Simboli
Lo stemma è stato riconosciuto con DCG del 25 luglio 1926.
Il gonfalone, concesso con DPR dell'11 giugno 1980, è un drappo partito di bianco e di rosso.

## Via Francigena
Il percorso storico della Via Francigena passa dal centro dell'abitato, proveniente da Mortara e dalla frazione Roventino, per poi dirigersi verso Garlasco.

## Monumenti e luoghi d'interesse
- Chiesa parrocchiale di San Martino Vescovo

## Società

### Evoluzione demografica
Abitanti censiti

## Infrastrutture e trasporti

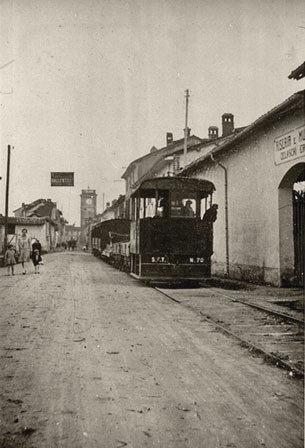
Tram a Tromello, anno 1920. Sulla destra, accesso alla riseria e molino Zelaschi.

La stazione di Tromello, posta lungo la ferrovia Vercelli-Pavia, è servita da treni regionali svolti da Trenord nell'ambito del contratto di servizio stipulato con la Regione Lombardia.
Adiacente a essa sorgeva, fra il 1884 e il 1934, un analogo impianto a servizio della tranvia Novara-Vigevano-Ottobiano.